# Pantelis Kapetanos
Pantelis Ioannis Kapetanos (griechisch Παντελής Καπετάνος, * 8. Juni 1983 in Ptolemaida) ist ein ehemaliger griechischer Fußballspieler.

## Vereinskarriere

### FS Kozani
Kapetanos startete 1999 seine Karriere beim FS Kozani, bei dem er auch schon in der Jugend zum Einsatz kam. Er spielte dort in der dritten griechischen Liga, der Gamma Ethniki.

### Iraklis Thessaloniki
2002 unterschrieb Kapetanos einen Vertrag bei Iraklis Thessaloniki, einem Verein der griechischen Super League und wechselte ablösefrei. Er bestritt 75 Spiele für Thessaloniki und erzielte dabei 10 Tore.

### AEK Athen
Im Januar 2006 wechselte er zu AEK Athen. Insgesamt lief Kapetanos 26 mal für AEK Athen auf und erzielte dabei vier Tore. Mit dem Hauptstadtklub konnte er dreimal in Folge hinter Olympiakos Piräus Vizemeister werden.

### Steaua Bukarest und CFR Cluj
2008 wechselte Kaptenos ablösefrei nach Rumänien in die Liga 1 zu Steaua Bukarest. Im Januar 2011 zog er zum Ligakonkurrenten CFR Cluj weiter, kam dort in der Rückrunde 2010/11 aber nur auf zwei Einsätze. In der Saison 2011/12 avancierte er zur Stammkraft und steuerte zwölf Tore zum Gewinn der Meisterschaft, seinem ersten Titel, bei.

### Rückkehr zu Steaua Bukarest
Im Sommer 2013 kehrte er zu Steaua Bukarest zurück. Dort kam er in der Spielzeit 2013/14 nur auf acht Einsätze und gewann am Saisonende seine zweite Meisterschaft.

### Rückkehr nach Griechenland
Im Sommer 2014 wechselte Kapetanos zurück in sein Heimatland, wo ihn Skoda Xanthi unter Vertrag nahm. Mit Skoda erreichte er im Jahr 2015 das Finale um den griechischen Pokal, unterlag dort mit seinem Team aber Olympiakos Piräus mit 1:3. In der Liga kämpfte er mit seiner Mannschaft in der Saison 2015/16 um den Klassenverbleib. Im Sommer 2016 verließ er Xanthi wieder und schloss sich dem Ligarivalen Veria FC an. Dort spielte er eine Saison und war danach längere Zeit ohne Verein. Im Oktober 2018 schloss er sich dann dem Makedonikos Foufas FC an und beendete dort im Sommer 2019 seine aktive Karriere.

## Nationalmannschaft
Anfang 2010 berief der griechische Nationaltrainer Otto Rehhagel Kaptenos erstmals in den Kader der griechischen Nationalmannschaft. Am 3. März 2010 debütierte er im Freundschaftsspiel gegen Senegal. Im Sommer desselben Jahres stand er im Aufgebot für die Weltmeisterschaft 2010 in Südafrika und kam im ersten Gruppenspiel gegen Südkorea zum Einsatz, als er in der 61. Minute für Angelos Charisteas eingewechselt wurde.

## Erfolge
- Rumänischer Meister: 2012, 2014